# James Hardy Ropes
James Hardy Ropes, né le 3 septembre 1866 à Salem (Massachusetts) et mort le 7 janvier 1933 à Cambridge (Massachusetts), est un théologien, ministre du culte et universitaire américain, Fellow de l'Académie américaine des arts et des sciences, dès 1909, titulaire de la prestigieuse Hollis Chair of Divinity de l'Université Harvard de 1910 à 1933.

## Famille et études
James Hardy, né le 3 septembre 1866 à Salem dans le Massachusetts, est le fils de Harriet Lawrence Peirson (1831-1880) et de William Ladd Ropes (1825-1912), ministre du culte à Salem et bibliothécaire de l'Andover Theological Seminary. James Hardy Ropes étudie tout d'abord à la Phillips Academy à Andover, où il est diplômé en 1885, puis à l'Université Harvard ou il obtient son Bachelor of Arts, summa cum laude, en 1889. Pendant une année, il travaille ensuite pour l’United States Geological Survey, avant de reprendre ses études à l'Andover Theological Seminary, où il obtient son Master of Arts en 1893. Ropes enchaîne, pendant deux ans, des études postgrades en Allemagne dans les universités de Kiel, Halle et Berlin. Ropes publie, en 1896, son Die Sprüche Jesu, une critique d'Alfred Resch qualifiée de brillante par de nombreux universitaires. Il profite de sa présence en Europe pour visiter l'Angleterre, l'Italie et la Russie avant de commencer sa carrière d'enseignant à Harvard. En 1897, il épouse Alice Lowell (1869-1949), de cette union, naissent deux enfants, Harriet (1908) et Edward Jackson Lowell (1909).

## Carrière
Ropes commence sa carrière comme assistant à Harvard, en 1895. Il est ordonné ministre du culte de l'Église congrégationaliste, en 1901. Deux ans plus tard, à  Harvard, il devient titulaire de la chaire Bussey de Nouveau Testament. Le 12 mai 1909, il est élu Fellow de l'Académie américaine des arts et des sciences. L'année suivante, il devient titulaire de la prestigieuse Hollis Chair of Divinity de l'Université Harvard. En 1921, il est nommé éditeur de la Harvard Theological Review. Parmi ses travaux les plus brillants, on peut citer son The text of Acts, publié en 1926, qui est reçu, aussi bien aux États-Unis qu'en Europe, comme particulièrement marquant dans l'étude des points les plus débattus du Nouveau Testament. Son ouvrage posthume, The Synoptic gospels, publié en 1934, bouleverse lui aussi le milieu académique dans son champ d'expertise. Le 7 janvier 1933, James Hardy Ropes meurt à son domicile de Cambridge. Il repose au cimetière de la Phillips Academy à Andover.

## Œuvres citées dans cet article
- Die Sprüche Jesu : die in den kanonischen Evangelien nicht überliefert sind : eine kritische Bearbeitung des von D. Alfred Resch gesammelten Materials, Leipzig, J.C. Hinrichs, 1896, (OCLC 1001076).
- The text of Acts, Londres, Macmillan, 1926 (OCLC 604730144).
- The Synoptic gospels, Cambridge, Mass., Harvard University Press, 1934, (OCLC 2928375)